# Церковь Казанской иконы Божией Матери (Кощеево)
Храм Казанской иконы Божией Матери — приходской храм, расположенный в селе Кощееве Родниковского района Ивановской области. Построен в 1811 году на средства прихожан. В настоящее время храм относится к Родниковскому благочинию Кинешемской епархии Ивановской митрополии Русской православной церкви. Современный адрес: Ивановская область, Родниковский район, село Кощеево, улица Соборная, 1.
В стилистике храма прослеживаются черты раннего классицизма, однако его пропорциональные и объёмные решения восходят к традициям костромской храмовой архитектуры XVII века. Объект культурного наследия России регионального значения.

## История
Храм построен в 1811 году на месте сгоревшей деревянной церкви. В середине XIX века сооружена церковная ограда (в том числе ворота, расположенные с западной стороны). Вскоре возведена пристройка с южной стороны колокольни, побелены кирпичные стены. В годы Советской власти церковь, в отличие от большинства других храмов района, оставалась действующей, что обеспечило сохранность её внутреннего убранства.
Храм назван в честь Казанской иконы Божьей Матери. По преданию, один из списков этой иконы находился в церкви Рождества Богородицы в Санкт-Петербурге, а в 1811 году был перенесён в только что отстроенную Казанскую церковь. 

## Архитектура
Пространство храма состоит из двусветного четверика, на котором располагаются пять луковичных чешуйчатых глав, пятигранной апсиды, просторной двустолпной трапезной и шатровой колокольни. Храм бесстолпный. Центральный объём перекрыт сомкнутым сводом с отверстием светового барабана, остальные барабаны — ложные. К главным декоративным элементам относятся карнизы с дентикулами, завершающие оба яруса четверика (карниз первого яруса имеет продолжение на трапезной), полукруглые сандрики над окнами, обрамлёнными плоскими наличниками, и парные пилястры, служащие для вертикального членения плоскости стен второго яруса. Аналогичные пилястры расположены по углам основного объёма. Северный фасад украшен портиком из двух пар колонн с треугольным фронтоном. Аналогичная композиция, располагавшаяся с южной стороны, утрачена. 
Восьмигранный столп колокольни базируется на четверике, который с трёх сторон окаймлен двухколонными портиками с треугольными фронтонами. Особый интерес представляет конусовидный шатёр, на котором располагается 4 ряда слухов. Слухи каждого ряда имею отличную от других форму. Столп колокольни украшен пилястрами, рифмующимися с теми, которые украшают основной объём. 

## Внутреннее убранство
Главный иконостас выполнен в начале XIX века, царские врата и некоторые детали резьбы относятся к середине XIX века. Иконостас имеет четыре яруса. В центральной части расположена богато декорированная триумфальная арка, занимающая высоту в два яруса. Между ярусами находятся крепованные антаблементы, опирающиеся на коринфские колонны. Верхний ярус завершен неполным фронтоном. 
Роспись основного объема также выполнена около 1811 года, роспись трапезной — в последней трети XIX века. В XX веке росписи трижды поновлялись: в 1952 году — в нижнем ярусе основного объёма, в 1960 году — в трапезной, в 1986 году — заново по всему объёму. В последний раз была сильно искажена цветовая гамма. 
Система росписи подчинена пространственным особенностям интерьера: в боковых стенах располагаются три глубокие вертикальные ниши по световым осям и отдельные композиции помещены на выступающих и западающих участках стен, а также на откосах. Двухъярусное устройство основного объёма подчеркивается двумя гризайльными антаблементами. В то же время росписи образуют четырехъярусную композицию. Западная стена также имеет четыре ряда росписей, разделённых гризайльными антаблементами. Композиции внутри этих ярусов разделены гризайльными пилястрами и колонками. 
Иконографическая программа довольно архаична. В своде расположена композиция «Новозаветная Троица» в окружении святых. По углам располагаются евангелисты. В верхних ярусах изображены ветхозаветные сюжеты, в нижних — евангельские. На западной стене находится композиция «Страшный суд», в конхе апсиды — символическая сцена «Да молчит всякая плоть». Роспись трапезной выполнена в стиле позднего академизма и тематически соответствует посвящению устроенных в ней приделов: Николая Чудотворца и Федора Стратилата. В своде изображены евангелисты и отцы церкви. 

## Духовенство
- Настоятель храма — протоиерей Вадим Смирнов[5]

## Святыни
- частица мощей великомученика Феодора Стратилата
- частица мощей великомученика Георгия Победоносца[6].